# Liste der denkmalgeschützten Objekte in Werndorf
Die Liste der denkmalgeschützten Objekte in Werndorf enthält die denkmalgeschützten, unbeweglichen Objekte der Gemeinde Werndorf im steirischen Bezirk Graz-Umgebung.

## Denkmäler
| Foto |                 | Denkmal                                                                 | Standort                            | Beschreibung | Metadaten |
| ---- | --------------- | ----------------------------------------------------------------------- | ----------------------------------- | --- | --- |
| ja   | Datei hochladen | Ortskapelle Werndorf HERIS-ID: 97346 Objekt-ID: 113148                  | Dorfstraße 57 Standort KG: Werndorf | Die späthistoristische Ortskapelle mit Lisenengliederung, polygonaler Apsis und Fassadenturm stammt aus dem Jahr 1896. Diese Datierung scheint an der spitzbogigen, mit Blech beschlagenen Tür auf. Die Innenausstattung ist größtenteils aus der Bauzeit, der Altar ist neugotisch, mit Christus und den heiligen Petrus und Paulus als Nischenfiguren. | BDA-Hist.: Q37769791 Status: § 2a Stand der BDA-Liste: 2025-06-30 Name: Ortskapelle Werndorf GstNr.: .25                                         |
| BW   | Datei hochladen | römerzeitliche Hügelgräber Himmelreich HERIS-ID: 57601 Objekt-ID: 67818 | Himmelreich Standort KG: Werndorf   | Die fünf Hügelgräber aus römischer Zeit wurden 1936 und wieder 1998 ergraben, bei zweiterer Gelegenheit wurden Glasflaschen, Keramik und Münzen gefunden. | BDA-Hist.: Q38077349 Status: Bescheid Stand der BDA-Liste: 2025-06-30 Name: römerzeitliche Hügelgräber Himmelreich GstNr.: 491/14, 491/16, 491/8 |